# Червеноопашат зелен смок
Червеноопашат зелен смок (Gonyosoma oxycephalum), наричан също червеноопашата медянка и смарагдов смок, е вид змия от семейство Смокообразни (Colubridae).

## Разпространение
Видът е разпространен в Бруней, Виетнам, Индия (Андамански и Никобарски острови), Индонезия, Камбоджа, Лаос, Малайзия, Мианмар, Сингапур, Тайланд и Филипини.